# Vescomtat de Maillezais
El vescomtat de Maillezais (Martiliaco) fou una jurisdicció feudal d'Aquitània a la Vendée al nord del Poitou. Fou inicialment el vescomtat d'Angulema agafant després el nom de la seva principal possessió.
La crònica d'Ademar de Chabannes esmenta el primer vescomte Ranulf vers el 900, que fou el pare de Lambert que va morir junt amb el seu germà Arnald a una batalla el 10 d'abril del 918 o 921 contra Bernat fill del comte Guillem I de Périgord i Angulema, en revenja per "la seva germana Sància" (sense més explicació). Bernat fou comte de Périgord i Angulema del 290 al 924. La mateixa crònica refereix que després de la mort de Lambert el seu germà Odalric, que era menor, fou establert en els honors del difunt; Odalric apareix com a testimoni al testament de Guillem II d'Angulema Tallaferro que va morir el 945. Odalric va morir a la segona meitat del segle i va deixar tres fills: Guillem. Odalric i Alduí. El primer fou vescomte i unit al seu germà Odalric es va enfrontar a l'altre germà Alduí per la possessió de "castrum Rofricum", disputa que va durar molt de temps.
Després apareix Odalric II que subscrivia la carta del 3 d'agost del 1016 per la que el duc d'Aquitània Guillem VII el Gran (990-1029) concedia alguns drets al monestir de Sant Hilari de Poitiers. El seu origen és desconegut però estaria connectat amb la família anterior segons el nom. Posteriorment no hi ha més referències. Vers el 1000 es va fundar l'abadia de Saint Pierre de Maillezais. El 1058 el papa Esteve IX la va incorporar a la congregació de Cluny. El 1317 Maillezais va ser erigida en bisbat, separat de Poitiers.